# كارلي نون
كارلي نون هي أول امرأة من السكان الأصليين في أستراليا تتخرج بدرجة مزدوجة في الرياضيات والفيزياء، عالمة فلك، من شعب غامبيلاراي، حائزة على جائزة متعددة، مرشحة لجائزة يوريكا لعام 2019، وواحدة من 100 امرأة في بي بي سي عام 2017. وهي تبحث في علم الفلك والفيزياء الفلكية في الجامعة الوطنية الأسترالية، أستراليا.

## حياة مبكرة
نشأت كارلي في بلدة صغيرة تسمى كوليديل بالقرب من تامورث، مركز الموسيقى الريفية في أستراليا، مع وجود تفاوت كبير بين الناس من مختلف الطبقات الاقتصادية. تصف نفسها بأنها «طفلة فقيرة من السكان الأصليين، وقد أثر ذلك بالتأكيد على تجربتها في نظام التعليم ولم يتم رؤيتها فيه». تصف «معدل حضورها الرهيب» في المدرسة الثانوية، ونجاحها في العلوم بسبب التدريس بمساعدة المرشد. لكن الدعم والتشجيع من عائلتها المقربة، وخاصة جدتها، سمحت لها بالثقة في البحث عن مهنة في العلوم.

## تعليم ووظيفة
وجدت كارلي أن التعليم والتعليم التقليدي في المدرسة الثانوية ليسا مناسبين لها، وتلقت الكثير من تدريبها في الرياضيات المبكرة من مرشد جاء إلى منزلها. ثم حصلت على شهادتها المزدوجة من جامعة نيوكاسل ثم انتقلت للدراسة في جامعة ANU، كانبيرا. عملة نون بعد ذلك في برنامج العلوم والتكنولوجيا والهندسة والرياضيات. تضمنت أبحاثها فهم المعرفة الفلكية المتطورة المتجذرة بعمق في ثقافة الشعوب الأصلية بالإضافة إلى غربلة الحسابات الأوروبية والأصلية لهالات القمر.

## الجوائز والأوسمة والتقدير
- 2019- كانت في التصفيات النهائية في جوائز يوريكا لـ 3M «الرائد الناشئ في العلوم».[12]
- 2019- الظهر قدم قائمة الشرف لاسترالي من العام.[13]
- 2018- مساهم في سلسلة القصص «صنع جميلة من الطبيعة».[14]
- 2017- صوتت واحدة من 100 امرأة في بي بي سي.[15]
- 2017- أنهت نهائي جائزة المهنة المبكرة المهنية في STEM.[16]
- 2017- نساء المستقبل في التصفيات النهائية.

## وسائل الإعلام والاتصالات العلمية
نون لديها تاريخ من الاتصالات العلمية، على أمل فتح الباب أمام للناس من الأقليات. وذكرت في زعيم صحيفة نورثرن ديلي قوله«أريد أن تدفع فكرة أن أي شخص يمكن أن يحقق مهنة STEM، كل شخص لديه الحق في تكافؤ الفرص بما في ذلك الشابات، والسكان الأصليين الشباب وسكان جزر مضيق توريس». وقد عملت نون مع كسيرو للعثور على المرشحين لجوائز STEM السكان الأصليين. عملت نون على إلهام الأطفال الصغار الآخرين للانخراط في STEM، بما في ذلك السكان الأصليين والأشخاص من الفئات الاجتماعية والاقتصادية الدنيا. كما دعت إلى أن النساء والفتيات قادرات في مجال العلوم ويشجع التنوع في STEM. «يمكن للفتيات أن يفعلن ذلك على الإطلاق ويمكنهن تحطيمه تمامًا وكذلك أي شخص آخر». وقد انطوى عمل نون على تشجيع السكان الأصليين على الدراسة والعمل في وظائف STEM.
- وقد ظهر عمل نون في علم الفلك الأصلي على SBS.[22]
- وقد تم وصف عملها في مجال العلوم والاكتشاف والإنصاف للشعوب الأصلية على قناة العلوم الأسترالية.[20]
- وقد وصفت سيرتها الذاتية وعملها في علم الفلك في نشرة شبكة العلوم الأصلية.[23]
- في عام 2016 وصفت ABC عملها في الفيزياء الأصلية «الوصول إلى النجوم».[24]